# تونی استورم
تونی راسل (به انگلیسی: Toni Russall) (متولد ۱۹ اکتبر ۱۹۹۵) که بیشتر با نام در رینگش تونی استورم شناخته می‌شود، یک کشتی‌گیر حرفه ای نیوزیلندی‌تبار استرالیایی است. او اکنون با اِی‌ای‌دبلیو قرارداد دارد و به همراه هیکارو شیدا، رکورددار بیشترین قهرمانی کمربند جهانی زنان آل الیت رسلینگ با ۲ بار قهرمانی است؛ او همچنین اولین ورزشکار نیوزیلندی‌تبار است که قهرمان یک کمربند انفرادی در دبلیودبلیوئی شده‌است.
در استاردام، او قهرمان کمربند ورلد آو استاردام و کمربند قهرمانی جهان اس‌دبلیوای بود. او همچنین به‌طور گسترده در پروموشن‌های مستقل اروپایی فعالیت کرد و قهرمان سابق کمربند زنان و دوبار قهرمان کمربند زنان wXw است. در دبلیودبلیوئی، او در سال‌های ۲۰۱۷ و ۲۰۱۸ در تورنمت مِی یانگ کلاسیک شرکت کرد و در ۲۰۱۷ تا نیمه‌نهایی هم رسید و برنده تورنمنت در اِوُلوشن در سال ۲۰۱۸ شد.

## اوایل زندگی
تونی راسل در ۱۹ اکتبر ۱۹۹۵ در اوکلند نیوزیلند به‌دنیا آمد ولی پس از اینکه پدر و مادرش از هم جدا شدند، در سالهای ابتدایی کودکی با مادر خود به گلد کوست استرالیا رفت. تونی در ۱۰ سالگی و زمانی که در گلد کوست زندگی می‌کرد، برنامه‌های دبلیودبلیوئی را در تلویزیون دید و به کشتی حرفه‌ای علاقه‌مند شد.

## قهرمانی‌ و افتخارات

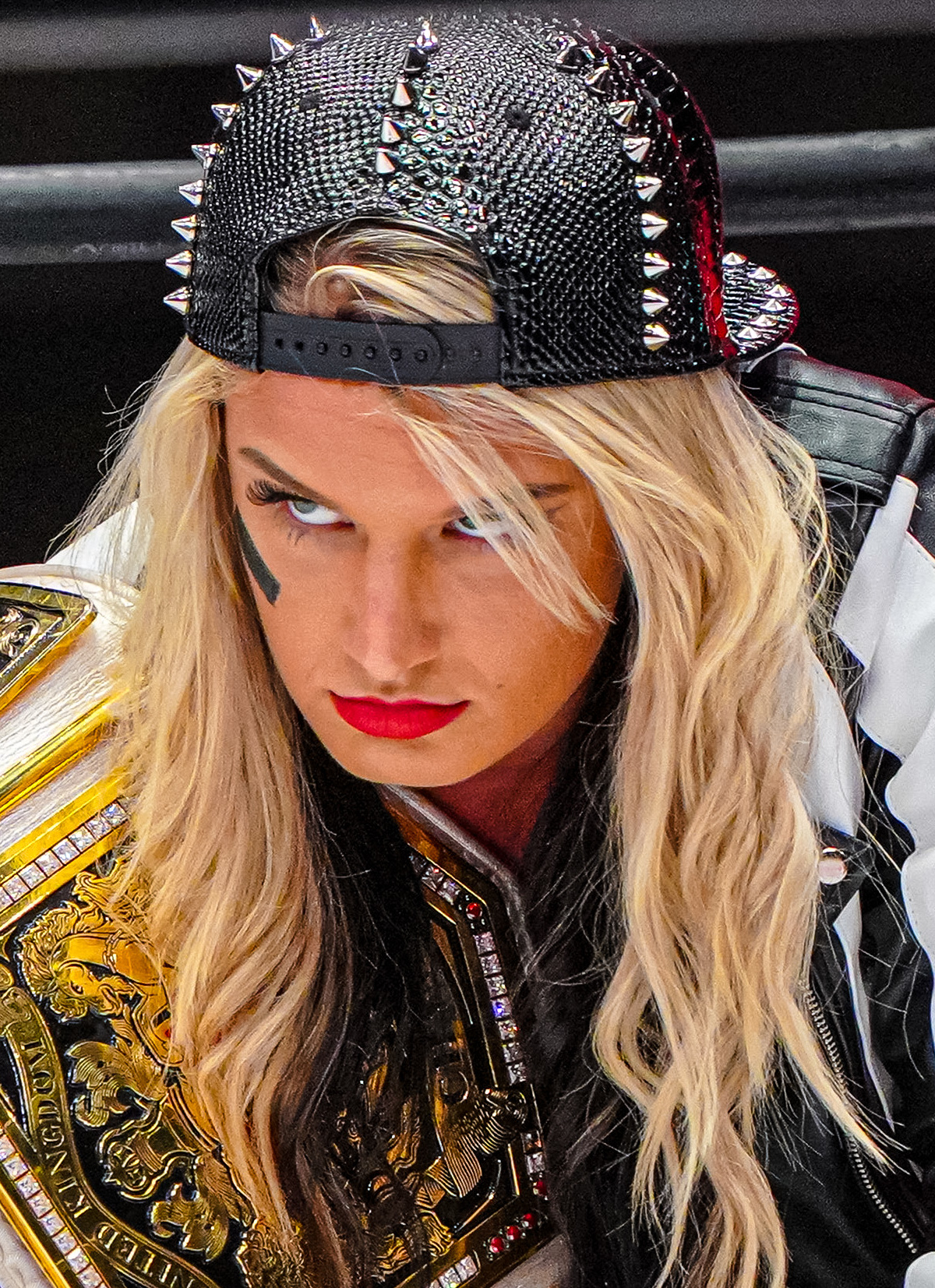
تونی استورم با کمربند قهرمانی زنان ان‌اکس‌تی بریتانیا در سال ۲۰۱۹

### آل الیت رسلینگ
- قهرمان کمربند جهانی زنان آل الیت رسلینگ (4 بار)

### دبلیودبلیوئی
- قهرمان کمربند زنان ان‌اکس‌تی بریتانیا (1 بار)

```
بهترین رسلر زن سال 2024
```